# Eparchia di Pleseck

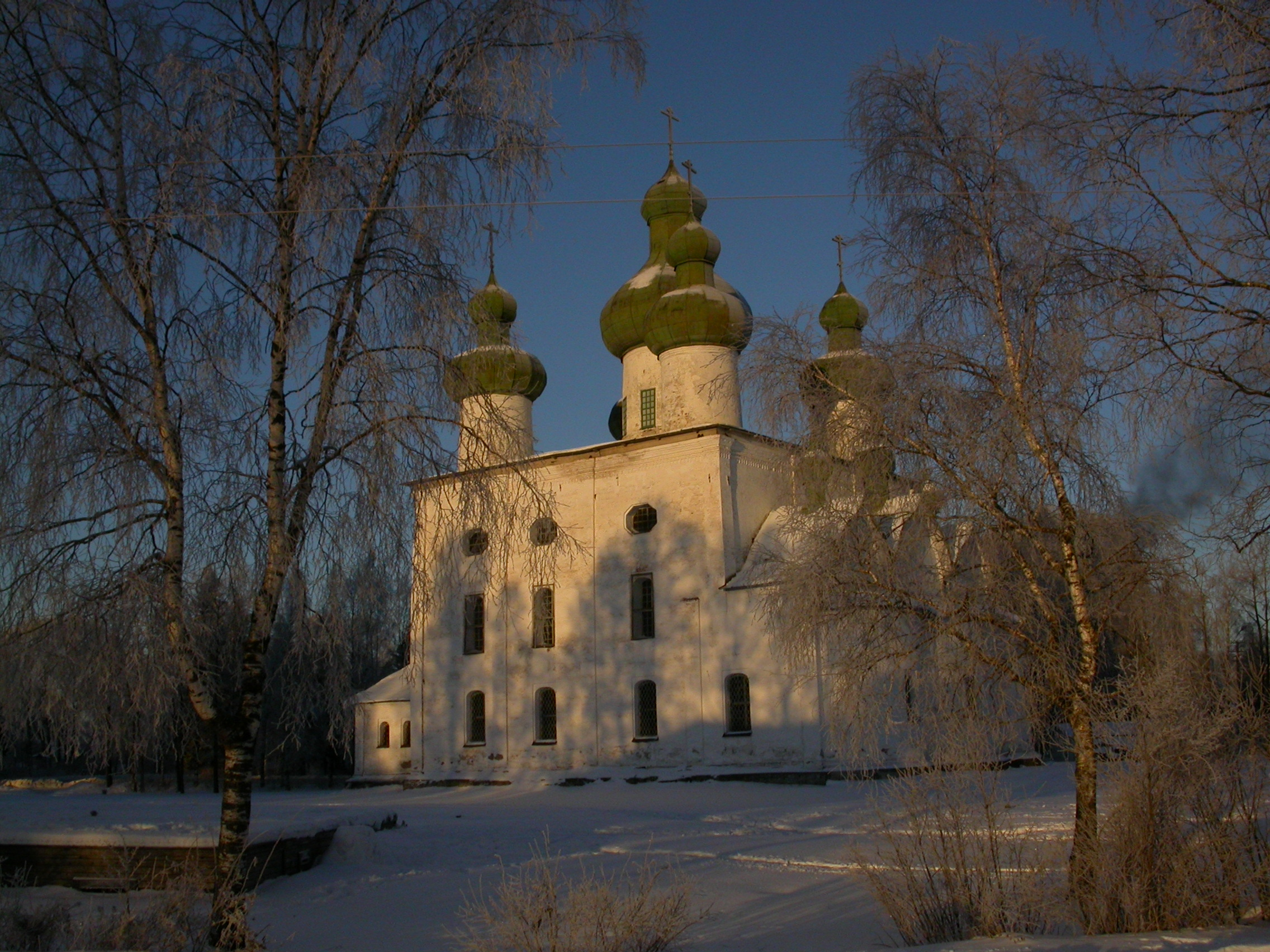
La chiesa di San Giovanni Battista a Kargopol'.

L'eparchia di Pleseck (in russo: Плесецкая епархия) è una diocesi della Chiesa ortodossa russa, appartenente alla metropolia di Arcangelo.

## Territorio
L'eparchia comprende la città chiusa di Mirnyj e i rajon Pleseckij, Vinogradovskij, Onežskij e Kargopol'skij nell'oblast' di Arcangelo.
Sede eparchiale è la città di Pleseck, dove si trova la cattedrale dedicata a San Giovanni evangelista. L'eparca ha il titolo ufficiale di «eparca di Pleseck e Kargopol'».

## Storia
L'eparchia è stata eretta con decisione del Santo Sinodo del 9 marzo 2017, con territorio separato da quello dell'eparchia di Arcangelo.